# جراحة استرشادية بالمناعية الشعاعية
الجراحة الاسترشادية بالمناعية الشعاعية أو الجراحة بالاسترشاد المناعي الشعاعي أو الجراحة المرشدة بالمناعية الشعاعية (بالإنجليزية: Radioimmunoguided surgery)‏ وتُدعى اختصاراً RIGS، هيَ إجراء طبي يَستخدم المواد المُشعة لتحديد الأورام بحيثُ يُمكن إزالتها عن طريق الجراحة.